# Angelo d'Arrigo
Angelo d'Arrigo (3. duben 1961, Paříž – 26. března 2006, Comiso, Itálie) byl italský znalec ptáků, pilot rogala a padákového kluzáku (padáku). Proslavil se hlavně famózními projekty, při kterých doprovázel hejna ptáků se svým ultralehkým letadlem, překonal Himálaj s rogalem, přeletěl Andy s kondory velkými, a spolu se sokolem stěhovavým přeletěl Saharu a Středozemní moře.

## Životopis
Angelo d'Arrigo byl synem francouzské matky a italského otce. Když ve věku 6 let pozoroval rogalo, bylo pro něj jasné, že musí ovládnout umění letu. Absolvoval sportovní studium na „Université du Sport de Paris“. Nejdřív pracoval v sicilské Catánii jako učitel lyžovaní, horský vůdce a instruktor létání na rogalu a na padákovém kluzáku. S rogalem létal výše, dále a déle než kterýkoliv člověk předtím. Stal se dvojnásobným mistrem světa v extrémním létání a byl vítězem mnoha leteckých soutěží.

### »Metamorfóza«
Po nárazu do vedení vysokého napětí (20 000 V) si následkem tvrdého přistání zlomil páteřní obratel. 6 měsíců byl od pasu dolů ochrnutý a nevěděl, zda bude ještě někdy chodit. Tato nehoda změnila jeho postoj k létání. Po rehabilitaci se pokoušel co nejvěrněji napodobit let ptáků. To znamenalo šikovné, instinktivní a maximální využití termiky a vzdušných proudů bez technické pomoci. Tento nový začátek od roku 2000 nazval Metamorfóza – přeměna člověka na člověka ptačího. D'Arrigo odpozoroval od ptáků, jak vycítí vzdušné proudy. K nacvičení tohoto instinktivního chování využil extrémních větrných poměrů nad Etnou. V roce 2001 se mu podařil spolu se sokolem stěhovavým jménem Nike fantastický přelet přes Saharu a Středozemní moře až na Sicílii.
D'Arrigo změnil i svůj životní cíl – své letecké umění věnoval většinou k zachovaní ptačích druhů zapsaných na červenou listinu ohrožených druhů. V létě roku 2003 letěl se svým ultralehkým letadlem před hejnem divých hus (lat. Gruidae) z polárního kruhu až ke Kaspickému moři, čímž chtěl tomuto ohroženému druhu stěhovavých ptáků ukázat novou cestu. Aby s ním husy letěly, natáhl si přes ramena ptačí masku.
Jeho další ambicí bylo postavení létajícího modelu, který koncipoval Leonardo da Vinci roku 1510. Ve spolupráci s architekty a mnohými inženýry použil na výstavbu modelu hliníkové trubky pro kostru a látku z umělých vláken na plachty. Test ve vzdušném tunelu potvrdil schopnost modelu létat.
Se dvěma nepálskými stepními orly Chumi a Gaijy z londýnské a moskevské ZOO trénoval dva roky na Etně, aby se připravil na přelet přes Himálaj. Extrémní chlad až do -50 °C, nedostatek kyslíku, vzestupné větry na Mount Everestu a jet streamu, vzdušný proud skoro ve výšce 9000 m s rychlostí až do 200 km/h, zvládl D'Arrigo v roce 2004 díky precizní přípravě. Stal se tak prvním a zatím i jediným člověkem, který přeletěl Mount Everest na rogale.
Spolu se dvěma kondory velkými přeletěl začátkem roku 2006 ve výšce 9 100 m Aconcaguu a vulkán Tupungato v Andách a dosáhl tak výškového rekordu s rogalem. Pro tento projekt si nechal na sebe přivyknout dvě kondoří mláďata od jejich vylíhnutí a strávil s nimi první dva měsíce ve dne v noci. Po přivyknutí oba ptáky vypustil do volné přírody, protože kondor je také ohrožený druh.

### Pád
Angelo d'Arrigo zemřel 26. března 2006 v 11:30 při letecké přehlídce v italském městě Comiso na Sicílii na zrušené vojenské základně. Spolu s bývalým pilotem F-104 italských vzdušných sil a zkušebním pilotem firmy Sky Arrow (Triest), generálem Guilim De Marchisem se zřítili v dvoumístném ultralehkém letadle typu Sky Arrow 650TNT z výšky 150 m do olivového háje. Oba piloti, kteří patřili k nejzkušenějším pilotům lehkých letadel, zemřeli na místě. Státní zástupce města Ragusa nařídil ke zjištění příčin havárie vyšetřování. Po D'Arrigovi zůstala manželka a dvě děti.

## Letecké projekty
- 2001: Following the Hawks: se sokolem stěhovavým ze Sahary do severní Evropy
- 2002: Sibiřské Migrace: z polárního kruhu ke Kaspickému moři s hejnem sibiřských divokých hus [1]
- 2004: Přes Everest: na pouti nepálských stepních orlů přes Mount Everest
- 2005: El vuelo del Condor: po stopách Kondora přes Andy
- 2007: plánoval přelet přes Antarktidu a přes 5 500 m vysoký Mount Wilson